# レット・ミー・ビー・ゼア
「レット・ミー・ビー・ゼア」（Let Me Be There）は、オリビア・ニュートン＝ジョンの楽曲。同名のアルバムに収録された。

## 解説
このカントリーの影響を受けた楽曲は、彼女にとってアメリカ合衆国における最初にトップ10入りしたヒット・シングルで、ポップ・チャートで最高6位に達し、1974年の第16回グラミー賞において、彼女に最優秀女性カントリー・ヴォーカル・パフォーマンス賞をもたらした。この曲では、マイク・サムズが低音（バス）のハーモニーを歌っている。
この曲は、イギリス生まれ、オーストラリア育ちのオリビア・ニュートン＝ジョンが、カントリー・ポップ歌手として一躍人気歌手となった出世作である。

## チャート
| チャート（1973年 - 1974年）                  | 最高位 |
| -------------------------------------------- | ------ |
| Australia (ケント・ミュージック・レポート)   | 11     |
| Canadian RPM Top Singles                     | 2      |
| Canadian RPM Adult Contemporary Tracks       | 3      |
| Canadian RPM Country Tracks                  | 11     |
| U.S. Billboard Hot 100                       | 6      |
| U.S. Billboard Hot Adult Contemporary Tracks | 3      |
| U.S. Billboard Hot Country Singles           | 7      |

## 主なカバー
「レット・ミー・ビー・ゼア」は、1977年に死去するまでエルヴィス・プレスリーが数多くのコンサートで歌い、ライブ録音も残されている。おそらく最も特筆されるエルヴィスによるカバーは、1974年3月20日にテネシー州メンフィスで行なわれたコンサートのライブ録音であろう。このコンサートの大部分は、1974年7月7日にライブ・アルバム『ライヴ・イン・メンフィス (Elvis Recorded Live on Stage in Memphis)』としてリリースされた。このときの「レット・ミー・ビー・ゼア」の音源は、1977年7月19日にリリースされた、エルヴィスの生前最後のアルバム『ムーディ・ブルー』の5曲目にも収録された。
タニヤ・タッカーは、ゴールドディスクに輝いた1974年のアルバム『Would You Lay with Me (In a Field of Stone)』でこの曲を取り上げており、その音源は、後のベスト盤などにもしばしば収録されている。